# Theodor Bergmann
Theodor Bergmann (ur. 21 maja 1850 w Sailauf, zm. 23 marca 1931 w Gaggenau) – niemiecki konstruktor broni strzeleckiej, jeden z pierwszych, który skonstruował broń samoczynną.
Z jego nazwiskiem związanych jest wiele wzorów broni:
- pistolety Bergman M1897, Bergman Simplex 1901, Bergman M3 i 2A, Bergman-Erben Special, Lignosa, Bayard wz. 1893[1],
- ciężki karabin maszynowy Bergman wz. 1902, wz.1910[1]
- lekki karabin maszynowy wz.1915[1]
- pistolet maszynowy MP 18, MP 28/II, MP 34/I[1]